# Pleiku-Stadion
Das Pleiku-Stadion (vietnamesisch Sân vận động Pleiku) ist ein Fußballstadion in der vietnamesischen Stadt Pleiku, Provinz Gia Lai. Es ist die Heimspielstätte des Fußballvereins Hoàng Anh Gia Lai.

## Geschichte
Das Pleiku-Stadion wurde nach dem Baubeginn 2008 im Oktober 2010 eröffnet. Als Vorbild gilt das Emirates Stadium des FC Arsenal in London. Es ist, in Vietnam eine Seltenheit, Eigentum des Fußballvereins. Es bietet 12.000 Zuschauern einen Sitzplatz. Die Hoang Anh Gia Lai Group investierte in den 60 Mrd. VND (rund 2,36 Mio. Euro) teuren Bau. 2020 wurde die Anlage u. a. mit einer Technikkabine, einer neuen Flutlichtanlage, Werbebanden und einen zusätzlichen Bereich für behinderte Besucher erweitert. Zwei Jahre später wurde der Spielfeldrasen ausgetauscht sowie das Flutlicht und die Werbebanden mit LED-Technik ausgestattet.